# Casino de Saint-Gilles
Le casino de Saint-Gilles est l'un des trois casinos de l'île de La Réunion, département et région d'outre-mer français dans le sud-ouest de l'océan Indien. Il est situé au 7 avenue des Mascareignes, dans le quartier de L'Hermitage, à Saint-Gilles les Bains, sur le territoire de la commune de Saint-Paul.